# Draft 7.30
Albums de Autechre
Confield
(2001) Untilted
(2005)
Draft 7.30 est le septième album du groupe anglais de musique électronique Autechre, sorti sur le label Warp Records en 2003.
La pochette de l’album a été réalisée par Alex Rutterford.
À l’origine, Xylin Room était nommé Benk Chin. Theme of Sudden Roundabout fait référence à Sudden Roundabout situé à Rochdale, la ville du duo. Reniform Puls a été utilisé dans une publicité pour le téléphone mobile LG U880.

## Pistes
| 1.    | Xylin Room                 | 6:09  |
| 2.    | IV VV IV VV VIII           | 4:50  |
| 3.    | 6ie.cr                     | 5:38  |
| 4.    | Tapr                       | 3:14  |
| 5.    | Surripere                  | 11:23 |
| 6.    | Theme of Sudden Roundabout | 4:51  |
| 7.    | Vl Al 5                    | 4:56  |
| 8.    | P.:ntil                    | 7:07  |
| 9.    | V-proc                     | 6:00  |
| 10.   | Reniform Puls              | 8:38  |
| 62:51 |                            |       |